# Campionat d'Europa de trial 1974
La temporada de 1974 del Campionat d'Europa de trial fou la 7a edició d'aquest campionat, organitzat per la FIM. El calendari oficial constava de 13 proves puntuables, celebrades entre el 6 de gener i el 22 de setembre. Aquella temporada, el Campionat es va anomenar també Campionat Euro-Americà de trial en incloure per primera vegada una prova als Estats Units. A partir de 1975, el campionat passà a anomenar-se ja Campionat del Món de trial.
Malcolm Rathmell guanyà amb la Bultaco Sherpa T l'única edició del campionat de la seva carrera després d'una llarga batalla pel títol amb Ulf Karlson (Montesa) i Mick Andrews (Yamaha). Karlson fou qui més victòries obtingué de tots tres, quatre (per davant de les tres de Rathmell i dues d'Andrews), però en perdre's les tres primeres proves de la temporada va arrossegar un important desavantatge en punts al llarg de bona part del campionat. Malcolm Rathmell va protagonitzar a finals d'any un sonat fitxatge per Montesa, on desenvolupà durant la temporada següent la futura Cota 348.

## Novetats
Aquella temporada, Gordon Farley va fer debutar en competició la nova Suzuki, un model que havia desenvolupat ell mateix al Japó després de fitxar per aquesta marca a començaments d'any. El 1974 també fou l'any de debut en competició de la nova Honda de trial de quatre temps, un model que havia desenvolupat aquell any Sammy Miller després de fitxar pel fabricant japonès amb aquesta finalitat. Una altra novetat pel que fa a les marques japoneses va ser el fitxatge de Nigel Birkett per Kawasaki, tot i que l'anglès va passar a Suzuki el 1975.

## Sistema de puntuació
Barem de puntuació de 1969 a 1983:
| Posició | 1  | 2  | 3  | 4 | 5 | 6 | 7 | 8 | 9 | 10 |
| Punts   | 15 | 12 | 10 | 8 | 6 | 5 | 4 | 3 | 2 | 1  |

Es comptabilitzen la meitat més un dels resultats obtinguts durant la temporada.

## Calendari
| Ronda | Data           | Prova          | Lloc                  | Guanyador        |
| ----- | -------------- | -------------- | --------------------- | ---------------- |
| 1     | 6 de gener     | Estats Units   | Saddleback Park       | Alan Lampkin     |
| 2     | 16 de febrer   | Irlanda        | Newtownards           | Rob Edwards      |
| 3     | 24 de febrer   | Bèlgica        | Solwaster             | Mick Andrews     |
| 4     | 3 de març      | Espanya        | Matadepera            | Ulf Karlson      |
| 5     | 15 de març     | Gran Bretanya  | Rhayader              | Malcolm Rathmell |
| 6     | 28 d'abril     | França         | Sancerre              | Mick Andrews     |
| 7     | 5 de maig      | Itàlia         | Passo della Presolana | Malcolm Rathmell |
| 8     | 19 de maig     | Polònia        | Szklarska Poręba      | Ulf Karlson      |
| 9     | 2 de juny      | Alemanya       | Gefrees               | Martin Lampkin   |
| 10    | 18 d'agost     | Finlàndia      | Solvalla              | Ulf Karlson      |
| 11    | 25 d'agost     | Suècia         | Mölndal               | Ulf Karlson      |
| 12    | 22 de setembre | Txecoslovàquia | Ricany                | Thore Evertsson  |
| 13    | 29 de setembre | Suïssa         | Oberdiessbach         | Malcolm Rathmell |

Notes
1. ↑  Prop de Bèrgam, Llombardia
2. ↑  A Nuuksio, Espoo

## Classificació final
| Posició | Pilot            | Motocicleta | Punts    |
| ------- | ---------------- | ----------- | -------- |
| 1       | Malcolm Rathmell | Bultaco     | 93 (136) |
| 2       | Ulf Karlson      | Montesa     | 90 (102) |
| 3       | Mick Andrews     | Yamaha      | 84 (107) |
| 4       | Martin Lampkin   | Bultaco     | 75 (85)  |
| 5       | Yrjö Vesterinen  | Bultaco     | 62 (88)  |
| 6       | Thore Evertsson  | OSSA        | 54       |
| 7       | Benny Sellman    | Montesa     | 47 (51)  |
| 8       | Rob Edwards      | Montesa     | 39 (40)  |
| 9       | Charles Coutard  | Bultaco     | 39 (46)  |
| 10      | Alan Lampkin     | Bultaco     | 29       |
|         |                  |             |          |
| 21      | Fernando Muñoz   | Bultaco     | 4        |
| 22      | Xavier Cucurella | Bultaco     | 3        |
| 23      | Quico Payà       | Montesa     | 3        |